# Żargałanta
Żargałanta (ros. Жаргаланта) – wieś (ułus) w Rosji, w Buriacji, w rejonie sielengińskim. W 2010 liczyła 935 mieszkańców.